# ماوگوژاتا پوتوتسکا
ماوگوژاتا پوتوتسکا (لهستانی: Małgorzata Potocka؛ زادهٔ ۱۷ اوت ۱۹۵۳) بازیگر، فیلم‌نامه‌نویس، کارگردان و تهیه‌کننده فیلم اهل لهستان است.
از فیلم‌ها یا مجموعه‌های تلویزیونی که وی در آن‌ها نقش داشته‌است، می‌توان به دام، خیوکا، یاروسواف دومبروفسکی، مرد بی‌نهایت آرام، اجاره‌نشین‌ها، خانه کشیش، هتل ۵۲، در خوشی و سختی، رنگ‌های خوشبختی، دوشیزه بی‌اهمیت، خوبال و همه‌چیز برای فروش اشاره نمود.